# シャハブッディン・アーメド
シャハブッディン・アーメド（ベンガル語: শাহাবুদ্দিন আহমেদ、英語: Shahabuddin Ahmed、1930年2月1日 - 2022年3月19日）は、バングラデシュの政治家。同国大統領を1996年から2001年まで務めたほか、1990年から1995年にかけてはバングラデシュの最高裁長官を、民衆蜂起に伴いフセイン・モハンマド・エルシャド大統領が辞任した際には大統領代行を務め、暫定政権のもと1991年2月の総選挙を執行し混乱を収拾した。

## 来歴
アーメドは1930年2月1日にネトロコナ県ケンドゥア郡パマル村で生まれた。父タールクダール・レサット・アーメド・ブイヤンは篤志家であった。入学試験と中間試験に合格した結果1948年にダッカ大学へ入学し、ファズルル・フク・ムスリム・ホール寮生として1951年に経済学学士を、1952年に国際関係学修士を取得した。その後、彼はオックスフォード大学で行政学の特別課程を受講した。
1990年1月14日に最高裁長官に就任。ところがフセイン・モハンマド・エルシャド大統領に対して巻き起こっていた民衆蜂起によって12月6日にムドゥード・アフメド副大統領が辞任し、アーメドが副大統領代行となる。その日のうちにエルシャド大統領も辞任したためアーメドが大統領代行となった。中立的な非政治家による暫定政権のもと、アーメドは1991年2月27日の総選挙を執行し、政情の混乱を沈静化させたほか、報道の自由などを復活させた。1991年10月10日にアブドゥル・ラフマン・ビスワスが後継の大統領に就任したためアーメドは最高裁長官の職務を再開し、1995年2月1日に退任した。
アーメドは1996年7月23日にアワミ連盟政府の推薦を受けて無投票で大統領に選出され、同年10月9日に就任した。2001年11月14日に退任した。2001年にアワミ連盟が議会選挙で敗北したとき、彼はシェイク・ハシナ首相から「裏切り者」と呼ばれた。アーメドは「党員たちの思い通りに事が運んでいる限り私は天使だが、そうでなければ私は悪魔なのだ」と嘆いた。
2022年3月19日午前11時5分、首都ダッカにある軍合同病院にて92歳で死去。